# Molleindustria
Molleindustria è un collettivo di programmatori milanesi nato nel dicembre 2003 che realizza videogiochi in Flash di satira e provocazione politico-sociale.
Tra i numerosi giochi realizzati da Molleindustria si segnalano: Tamatipico. Il tuo lavoratore precario virtuale, Simulatore di orgasmi, Cappuccetto Rosso e il Lupo (con colonna sonora degli Eterea Post Bong Band), Enduring Indymedia (realizzato in occasione del sequestro da parte dell'FBI di alcuni server di Indymedia nell'ottobre 2004), Embrioni in fuga (creato in occasione dei referendum sulla procreazione assistita), McDonald's Videogame, Operazione: Pretofilia (sulla scoperta di alcuni casi di pedofilia all'interno della Chiesa cattolica).
Il gioco Operazione: Pretofilia, pubblicato il 23 giugno 2007, fu temporaneamente rimosso dagli stessi programmatori dopo un'interrogazione parlamentare dell'onorevole Luca Volontè che chiedeva al Governo di intervenire per contrastare le offese al sentimento religioso da lui riscontrate nel gioco.
Nel gennaio 2008 Molleindustria ha realizzato un picchiaduro dal titolo Faith Fighter, in cui si sfidano in un torneo virtuale le principali divinità e profeti moderni. Il gioco è disponibile in due versioni, una non censurata ed un'altra in cui è stata oscurata l'effigie di Maometto.
Nel settembre 2011 Molleindustria realizzò Phone Story, videogioco che vuole provocare una riflessione critica sulle piattaforme tecnologiche degli smartphone. Il gioco è stato bandito dopo soli quattro giorni dall'App Store di Apple per Violazioni delle linee guida per gli sviluppatori. È disponibile per Android e via Web.